# جون فيرنون لورد
جون فيرنون لورد (بالإنجليزية: John Vernon Lord)‏ هو رسام توضيحي بريطاني، ولد في 1939 في غلوسوب ‏ في المملكة المتحدة.

## معرض صور

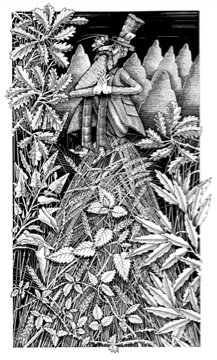
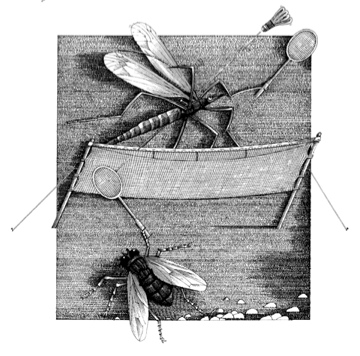
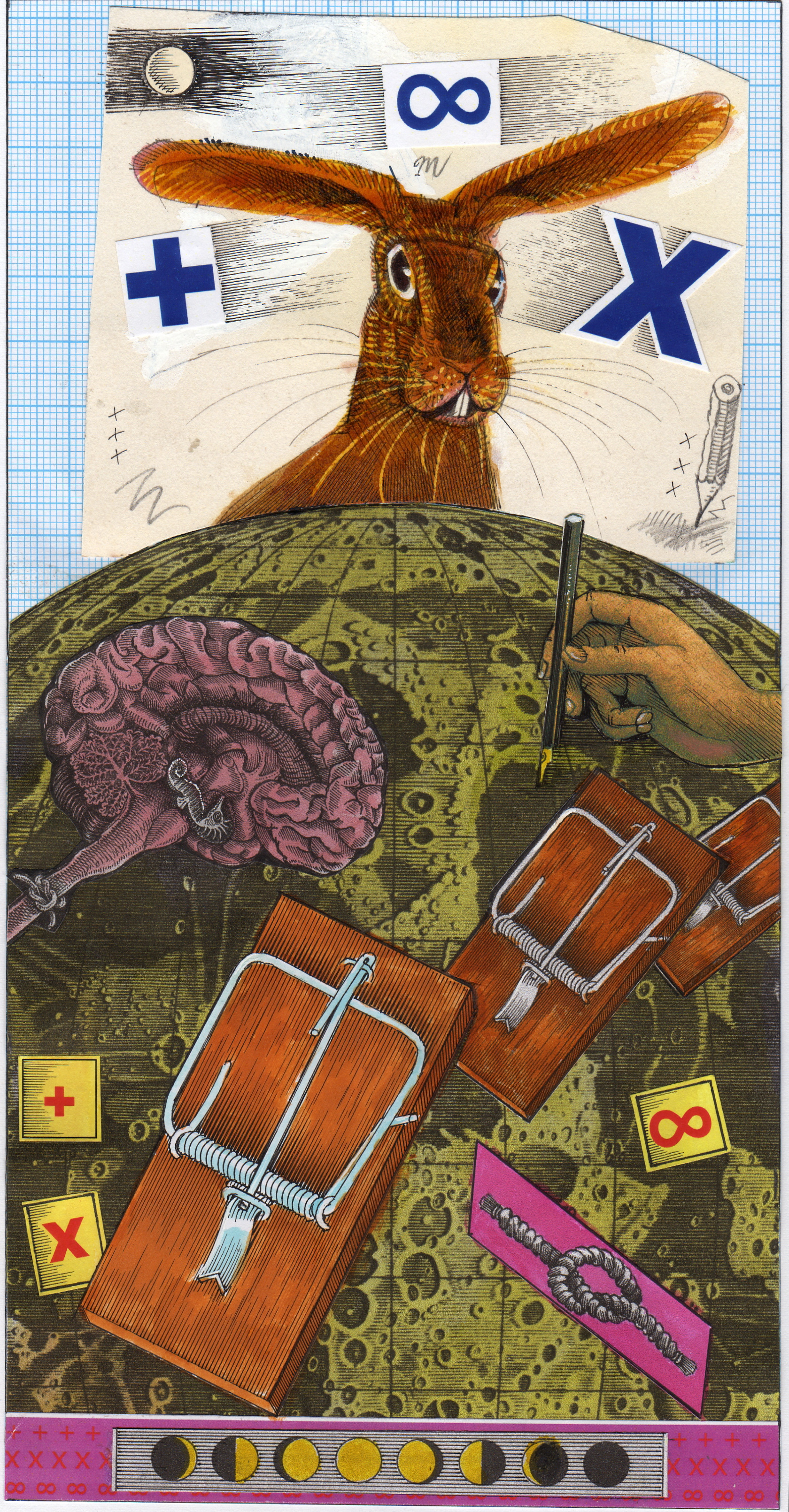
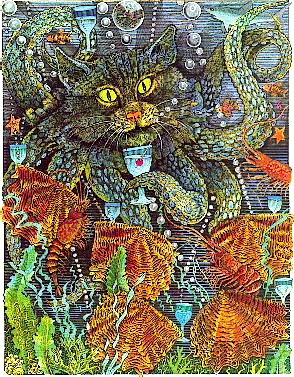
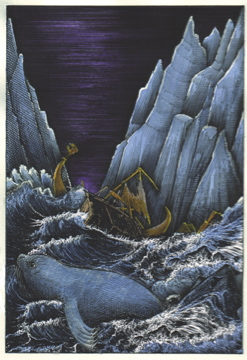
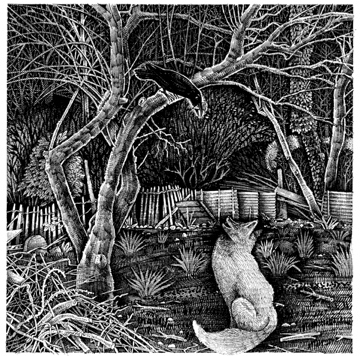

## وصلات خارجية
- جون فيرنون لورد على موقع ديسكوغز (الإنجليزية)